# Javro
Der Javro (älter Javroz) ist ein 10 Kilometer langer Fluss im Schweizer Kanton Freiburg, der bei Crésuz in den Lac de Montsalvens mündet und somit sein Wasser dem Jaunbach zuführt. Er verläuft durch das abgelegene Vallée du Javro, das in der Talsohle stets dicht bewaldet ist.

## Geographie

### Verlauf

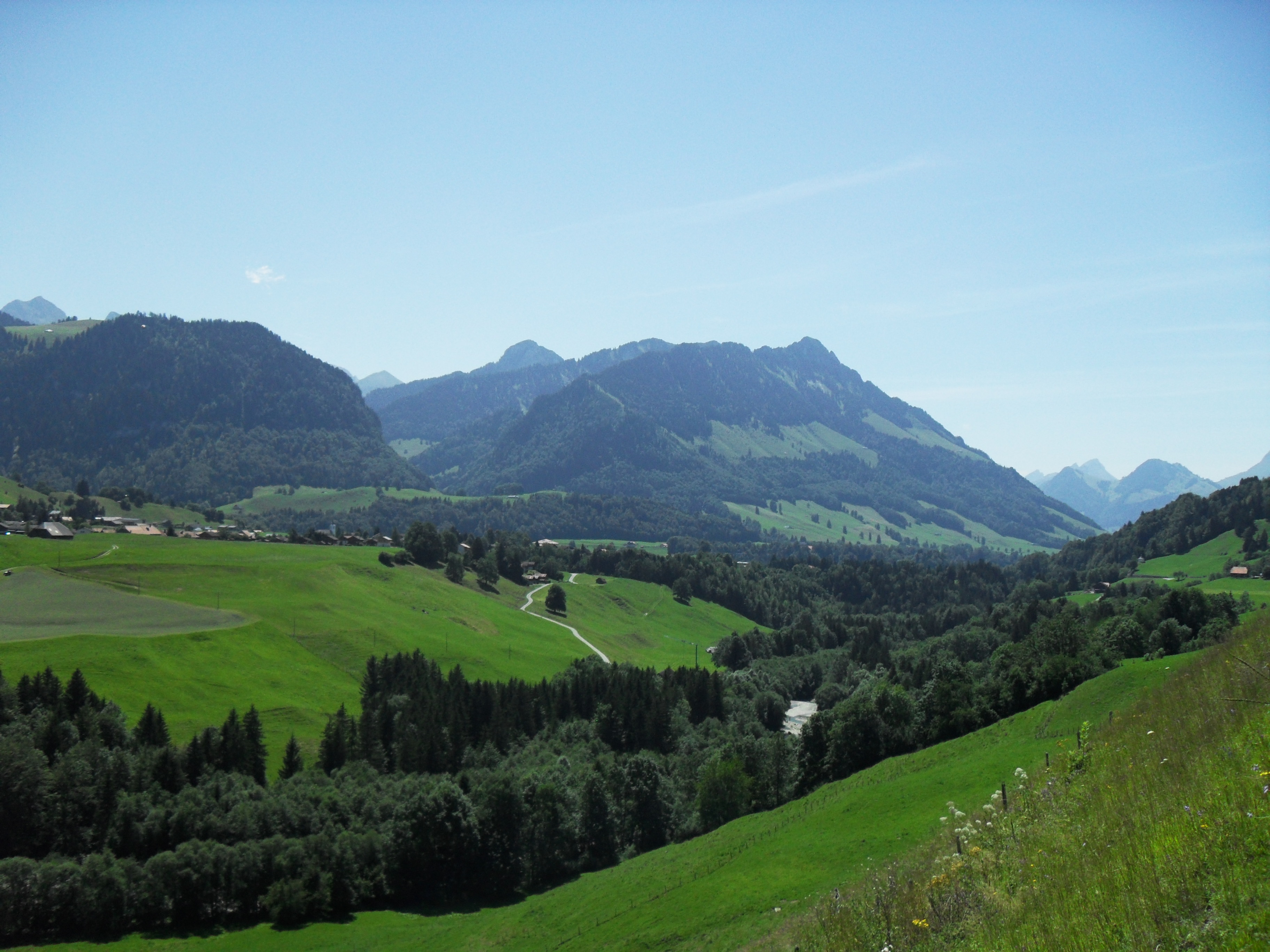
Das Vallée du Javro bei Cerniat

Der Javro entspringt auf etwa 1408 m ü. M. bei der Alp La Balisaz südwestlich von Schwarzsee im Nordosten der Gemeinde Val-de-Charmey. Die Quelle liegt an der Grenze zwischen Romandie und Deutschschweiz sowie an der Wasserscheide von Saane und Sense.
Der Fluss verläuft anfangs meist nach Westen bis zur Einmündung des Ruisseau de la Mossetta von rechts. Dort wendet er sich nach Südwesten und nimmt kurz danach bei der Kartause La Valsainte mit dem Rio de l’Essert von links sowie dem Ruisseau de la Cuetze von rechts zwei seiner wichtigsten Zuflüsse auf. Es folgt der Ruisseau d’Allières von rechts, ehe er die Dörfer Cerniat und Les Ciernes passiert, die an den Talhängen über dem Fluss liegen.
Nach der Einmündung des Ruisseau du Liderrey von links ist er auf seinen letzten Metern noch Gemeindegrenze zwischen Val-de-Charmey und Crésuz, bevor er schliesslich auf 798 m ü. M. über eine lange Einlaufbucht in den Stausee Lac de Montsalvens mündet.

### Einzugsgebiet
Das 39,42 km² grosse Einzugsgebiet des Javro  liegt in den Freiburger Voralpen und wird durch ihn über den Lac de Montsalvens, den Jaunbach, die Saane, die Aare und den Rhein zur Nordsee entwässert.
Es besteht zu 44,5 % aus bestockter Fläche, zu 48,7 % aus Landwirtschaftsfläche, zu 3,6 % aus Siedlungsfläche und zu 3,3 % aus unproduktiven Flächen.
Die Flächenverteilung
Die mittlere Höhe des Einzugsgebiets beträgt 1258,9 m ü. M.

### Zuflüsse
(Von der Quelle zur Mündung. Namen nach dem Geoportal des Kantons Freiburg. Daten nach dem Geoserver der Schweizer Bundesverwaltung.)
- Rio de Grattavache (linker Quellbach, Hauptstrang), 2,0 km, 2,21 km²
- Ruisseau des Echelettes (rechter Quellbach, Nebenstrang), 2,2 km, 1,55 km²
- Ruisseau du Craux Bourgois[3] (links), 1,1 km
- Ruisseau des Féguelenets (rechts), 1,9 km, 1,78 km²
- Ruisseau de Planfèche (rechts), 1,6 km
- Ruisseau de la Mossetta (rechts), 2,3 km, 1,87 km²
- Ruisseau de l'Essert (links), 4,0 km, 7,40 km², 0,42 m³/s
- Ruisseau des Mossettes (rechts), 1,1 km
- Ruisseau de la Cuetze (rechts), 3,0 km, 2,73 km²
- Ruisseau des Reposoirs  (links), 0,8 km
- Ruisseau des Reposoirs (links), 1,2 km
- Ruisseau des Blanruz (links), 0,3 km[4]
- Ruisseau des Communailles (rechts), 1,6 km, 0,53 km²
- Ruisseau d'Allières (rechts), 3,2 km, 7,61 km², 0,31 m³/s
- Ruisseau de l'Eglise (rechts), 1,2 km, 0,87 km²
- Ruisseau des Pelley (rechts), 1,9 km
- Ruisseau du Liderrey (links), 3,5 km, 2,36 km²
- Ruisseau de la Verchire (links), 0,4 km

## Hydrologie
Kurz vor der Mündung des Javro in den  Lac de Montsalvens beträgt seine modellierte mittlere Abflussmenge (MQ) 1,80 m³/s. Sein Abflussregimetyp ist nival de transition, und seine Abflussvariabilität beträgt 19.